# Dead Scouts
Dead Scouts var en musikgrupp från Alfta som bildades 1983. Bandmedlemmar var Ola Gatby på gitarr och sång, Per Persson på elbas och sång, och Magnus Fagernäs på trummor. På sången Johnny remember me medverkar Tone Norum på sång.

## Diskografi
- Ett löfte.  (12" samlings-EP  "Flower Power", Flower Power Records,1983).
- ...av jord är du kommen... (LP, Virgin 1984)
- Blodig jord (7" och 12", Virgin 1984)
- Johnny remember me (7", Virgin 1984)
- Rulla på (7",Virgin 1985)